# Pumpkin avec un garçon d'écurie
Pumpkin avec un garçon d'écurie (anglais : Pumpkin with a Stable-lad), est une peinture à l'huile sur panneau du peintre anglais George Stubbs, créée en 1774 et conservée au centre d'art britannique de Yale. 
Il s'agit du portrait d'un Pur-sang de robe alezane dans son pré, que vient nourrir un jeune garçon d'écurie.

## Réalisation
Le tableau est créé en 1774. Commande présumée de Thomas Foley, futur baron Foley, il représente son cheval de course nommé Pumpkin (« Citrouille », en français).
En français, le titre du tableau a été traduit par « Pumpkin se faisant offrir une ration d'avoine par un lad ».

## Description

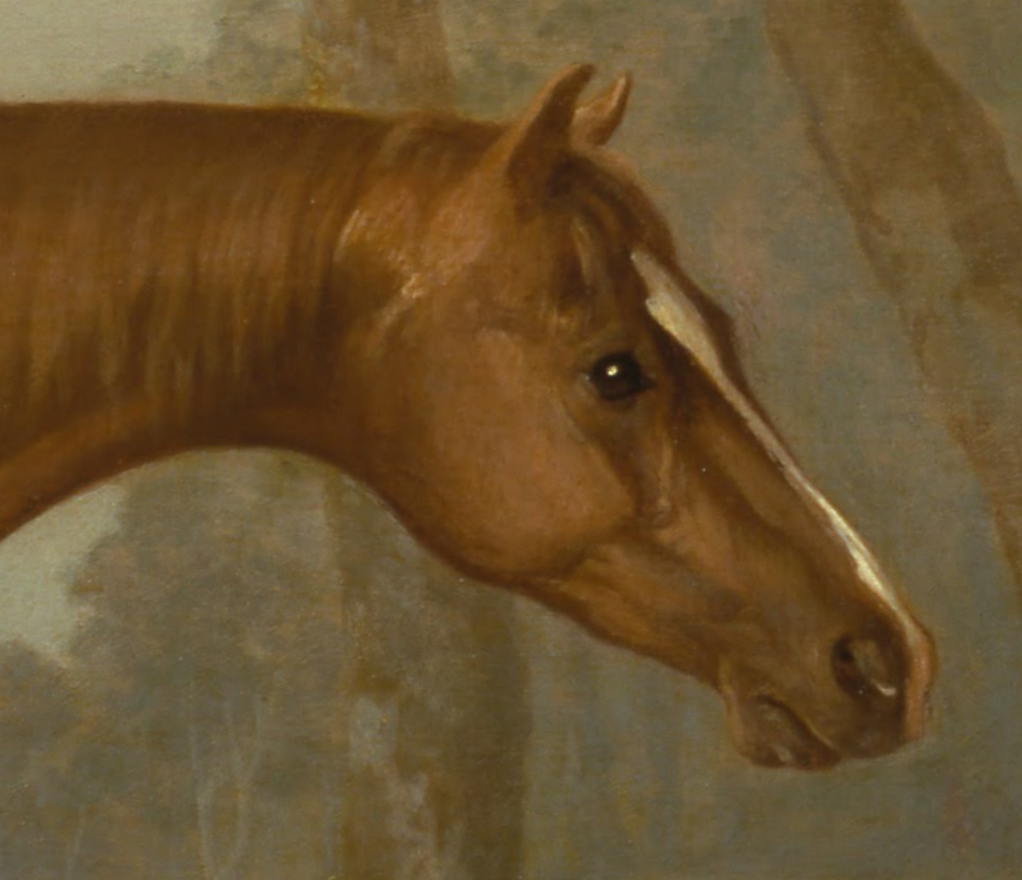
Détail du tableau

C'est le portrait d'un cheval de couleur alezane, que vient nourrir un jeune garçon d'écurie. D'après l'analyse qu'en fait Judy Egerton, ce tableau dégage beaucoup de charme. Le cheval sujet principal est en effet dépeint dans une attitude relaxée, qui contraste avec la majorité des portraits de chevaux de course de Stubbs. Le tableau révèle une très grande maîtrise anatomique. De plus, Stubbs est le seul peintre anglais de son époque à représenter les classes populaires anglaises, ici en dépeignant un garçon d'écurie. La quiétude et la compréhension mutuelle entre le jeune homme et le cheval sont palpables.
Le tableau mesure 80 × 99,5 cm.
Dans son autobiographie, Paul Mellon déclare que ce tableau a « toujours été sa peinture britannique favorite ».

## Historique
Initialement dans la collection de la famille Foley, le tableau est vendu en 1919 par un descendant du commanditaire présumé ; il est acquis et envoyé à Philadelphie où l'entrepreneur philanthrope américain Paul Mellon l'achète, en 1936. Il s'agit de son premier achat d'une peinture britannique. Ce dernier en fait don au centre d'art britannique de Yale en 2001.